# Анна Ростиславна
Єлизавета Ростиславна (болг. Анна Ростиславна) (1245/46 — 1272/98) — цариця Болгарії, дружина царів Михайла ІІ Асена та Коломана ІІ, донька галицького князя, бана Славонії і Сербської Мачви Ростислава Михайловича (син князя Михайла Чернігівського) й Анни Угорської, доньки короля Бели IV, племінниця галицького князя Лева І.

## Біографія
Близько 1253/54 була видана заміж за болгарського царя Михайла І Асена, сина покійного царя Івана Асена ІІ і доньки епірського деспота Ірини Комніни, під чиїм наглядом вона перебувала у Тирново. Малолітній Михайло I Асен прийшов до влади внаслідок змови і вбивства його старшого звідного брата Коломана І Асена, очевидно організованих його матір'ю. Болгарське царство програвало війну з імператором Нікеї Іоанном III Дукою Ватацом та Ірина Комніна мала надію на підтримку зятя угорського короля Ростислава Михайловича, шлюб з донькою якою мав бути гарантією укладеного союзу. Болгарія на ту пору втратила ряд значну частину своєї території з містами Серрес, Кюстендил, Мельник, Скоп'є, Прілеп, фортецю Цепіну. Після смерті імператора Іоанна ІІІ болгарське військо 1254 року увійшло до Фракії і після битви під Андріанополем зайняло Східні Родопи, міста Станімак, Кричим, Перуштиця, Цепіна. Приблизно на ту пору Єлизавета Ростиславна і Михайло І Асен стали ктиторами церкви Святого Архангела Михаїла, де збереглись їхні зображення (1256).
Новий імператор Нікеї Феодор II Ласкаріс у двох походах захопив Фракію, де болгарське військо зазнало поразки. Ірина Комніна довірила вести мирні переговори з імператором Ростиславу Михайловичу, за свідченнями візантійської хроніки «Історії» Георгій Акрополита підкупленому нікейськими дипломатами породистими конями, дорогоцінностями. За Регінським миром літа 1256 Болгарія позбувалась усіх захоплених нею у війні земель, втрачених раніше у Фракії, Македонії, лише північна частина якої з Скоп'є залишалась за нею. Це викликало невдоволення болгарської знаті і восени на полюванні бояри вбили Михайла І, поставивши царем його двоюрідного брата Коломана ІІ Асена. Для легітимності своєї влади він одружився з вдовою вбитого брата Єлизаветою. У відповідь Ростислав Михайлович під приводом захисту прав доньки швидко вирушив з військом з Белграду до Болгарії і взяв в облогу столицю Тирново, особисто претендуючи на трон і титулуючись «Imperator Bulgarorum». Коломан ІІ втік зі столиці й був через декілька місяців вбитий. Та бояри не впустили Ростислава до Тирново, видавши йому його доньку. На зворотній дорозі Ростислав Михайлович захопив придунайське правобережне місто Видин і провінцію, де проголосив себе Болгарським царем, карбував гроші з відповідним написом. Власне Бранічевська земля була спірним тереном поміж угорським королівством і болгарським царством. З 1195 вона декілька раз переходила з рук до рук. Земля перейшла до царя Івана Асена ІІ. Після вбивства Коломана Асена І 1246 року король Бела IV захопив землю, де створив банат Мачви з Белградом, який згодом надав в управління Ростиславу Михайловичу.

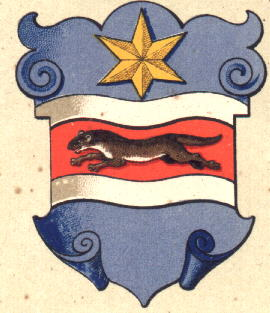
Герб Славонії

Третім чоловіком Єлизавети Ростиславни (1260) став палатин Угорщини (1270—1272), бан Славонії (1272—1276) Моїш ІІ Дарої (1210—1281).